# بات مالون
بات مالون (بالإنجليزية: Pat Malone)‏ هو لاعب كرة قاعدة أمريكي، ولد في 25 سبتمبر 1902 في ألتونا في الولايات المتحدة، وتوفي بنفس المكان في 13 مايو 1943.

## وصلات خارجية
- بات مالون على موقعبيزبول رفرنس.كوم (الدوري الرئيسي) (الإنجليزية)
- بات مالون على موقع جمعية أبحاث البيسبول الأمريكية (الإنجليزية)
- بات مالون على موقع مشجعي الرسوم البيانية (الإنجليزية)